# Матч СССР — США по боксу 1973
Матч СССР — США по боксу 1973 года проходил 28 января в Лас-Вегасе во дворце спорта «Сизарс-пэлас».

## Официальный матч
На матче присутствовало 1200 зрителей. Американские тяжеловесы и в этот раз оказались традиционно сильнее советских: в пяти матчах советским боксёрам лишь однажды удалось взять верх над американцами. Сказывался высокий уровень подготовки американских боксёров, которые, будучи лишь недавно привлечены в сборную страны, способны на равных противостоять советским спортсменам. Так, 16-летний Рэй Леонард победил чемпиона Европы среди молодёжи Валерия Львова. Матч, как и два предыдущих, проведённых в Лас-Вегасе, был выигран советской сборной со счётом 6:5.
| Весовая категория | Победитель        | Соперник         | Результат        |
| ----------------- | ----------------- | ---------------- | ---------------- |
| до 48 кг          | Владислав Засыпко | Клаудио Ривера   |                  |
| до 51 кг          | Деррик Холмс      | Борис Зориктуев  |                  |
| до 54 кг          | Анатолий Левищев  | Рей Террагуд     | нокаут (1 раунд) |
| до 57 кг          | Борис Кузнецов    | Артуро Фрайге    |                  |
| до 60 кг          | Рей Леонард       | Валерий Львов    | нокаут (3 раунд) |
| до 63,5 кг        | Анатолий Камнев   | Билли Миллер     | нокаут (1 раунд) |
| до 67 кг          | Перси Тейлор      | Виктор Павлов    | нокаут (1 раунд) |
| до 71 кг          | Олег Толков       | Реджинальд Джонс | нокаут (2 раунд) |
| до 75 кг          | Вячеслав Лемешев  | Джой Хедли       | нокаут (2 раунд) |
| до 81 кг          | Фрэнк Уильямс     | Владимир Миронюк | нокаут (2 раунд) |
| свыше 81 кг       | Ник Уэллс         | Юрий Нестеров    | нокаут (1 раунд) |

## Первый неофициальный матч
После официального матча советская команда разделилась на две части. Первая участвовала в неофициальном матче сборных 30 января в Денвере (штат Колорадо). Матч состоял из пяти боёв, из которых советские боксёры выиграли четыре.
| Весовая категория | Победитель       | Соперник        | Результат                    |
| ----------------- | ---------------- | --------------- | ---------------------------- |
| до 51 кг          | Дан Хермосило    | Борис Зориктуев |                              |
| до 54 кг          | Анатолий Левищев | Ричи Харрис     | явное преимущество (2 раунд) |
| до 63,5 кг        | Анатолий Камнев  | Ларри Бондс     |                              |
| до 71 кг          | Олег Толков      | Клинтон Джексон |                              |
| до 81 кг          | Владимир Миронюк | Д. Баркер       |                              |

## Второй неофициальный матч
31 января состоялся второй неофициальный матч сборных в Омахе (штат Небраска). Как и предыдущем, в этом матче боксировали представители пяти весовых категорий и советские боксёры снова одержали командную победу, на этот раз со счётом 3:2.
| Весовая категория | Победитель        | Соперник       | Результат                    |
| ----------------- | ----------------- | -------------- | ---------------------------- |
| до 48 кг          | Владислав Засыпко | Джесс Трухильо |                              |
| до 51 кг          | Борис Зориктуев   | Марк Глесс     |                              |
| до 60 кг          | Валерий Львов     | Джеф Лимир     | явное преимущество (3 раунд) |
| до 67 кг          | Тони Дрейк        | Виктор Павлов  |                              |
| свыше 81 кг       | Рой Джонс         | Юрий Нестеров  | повреждение (2 раунд)        |